# 伊豆箱根鐵道
伊豆箱根鐵道股份有限公司（日语：／ Izu Hakone Tetsudō */?），簡稱伊豆箱根，為西武集團關係企業，在神奈川縣的小田原、箱根地區與靜岡縣的伊豆地區經營鐵路、船舶、道路、房地產、旅遊服務業等業務。本社所在地位於靜岡縣三島市大場300。

## 鐵路事業
2022年9月21日，伊豆箱根鐵道向國土交通省中部運輸局申請調漲駿豆線及大雄山線的票價，並於同年的12月26日獲得核准，為該公司時隔27年再度調漲票價。此次票價的平均漲幅為14.5%，而駿豆線及大雄山線分別在2023年4月1日及2024年3月16日開始實施。

### 現有路線
| 記號 | 中文線名   | 日文線名 | 起點           | 終點           | 距離（公里） |
| ---- | ---------- | -------- | -------------- | -------------- | ------------ |
|      | 駿豆線     |          | 三島（IS01）   | 修善寺（IS13） | 19.8         |
|      | 大雄山線   |          | 小田原（ID01） | 大雄山（ID12） | 9.6          |
|      | 十國鋼索線 |          | 十國登口       | 十國峠         | 0.3          |

### 廢止路線
- 軌道線（日语：伊豆箱根鉄道軌道線） : 三島廣小路 - 沼津站前 5.9公里
- 湯河原索道線（日语：伊豆箱根鉄道湯河原索道線）（湯河原索道） : 湯河原峠站 - 鞍掛山站 0.9公里
- 駒岳鋼索線（日语：伊豆箱根鉄道駒ヶ岳鋼索線）（箱根駒岳纜車） : 駒岳登口站 - 駒岳頂上站 0.7公里

### 移管路線
- 駒岳索道線（日语：伊豆箱根鉄道駒ヶ岳索道線）（箱根駒岳索道） : 箱根園站 - 駒岳頂上站 1.8公里 - 2016年2月1日移交予日本王子酒店（箱根園）[7][8]。

### 車輛

#### 現有車輛

##### 駿豆線
- 7000系（日语：伊豆箱根鉄道7000系電車）
- 3000系（日语：伊豆箱根鉄道3000系電車）
- 1300系（日语：伊豆箱根鉄道1300系電車）（原西武新101系（日语：西武101系電車））[9]

##### 大雄山線
- 5000系（日语：伊豆箱根鉄道5000系電車）

## 船舶事業

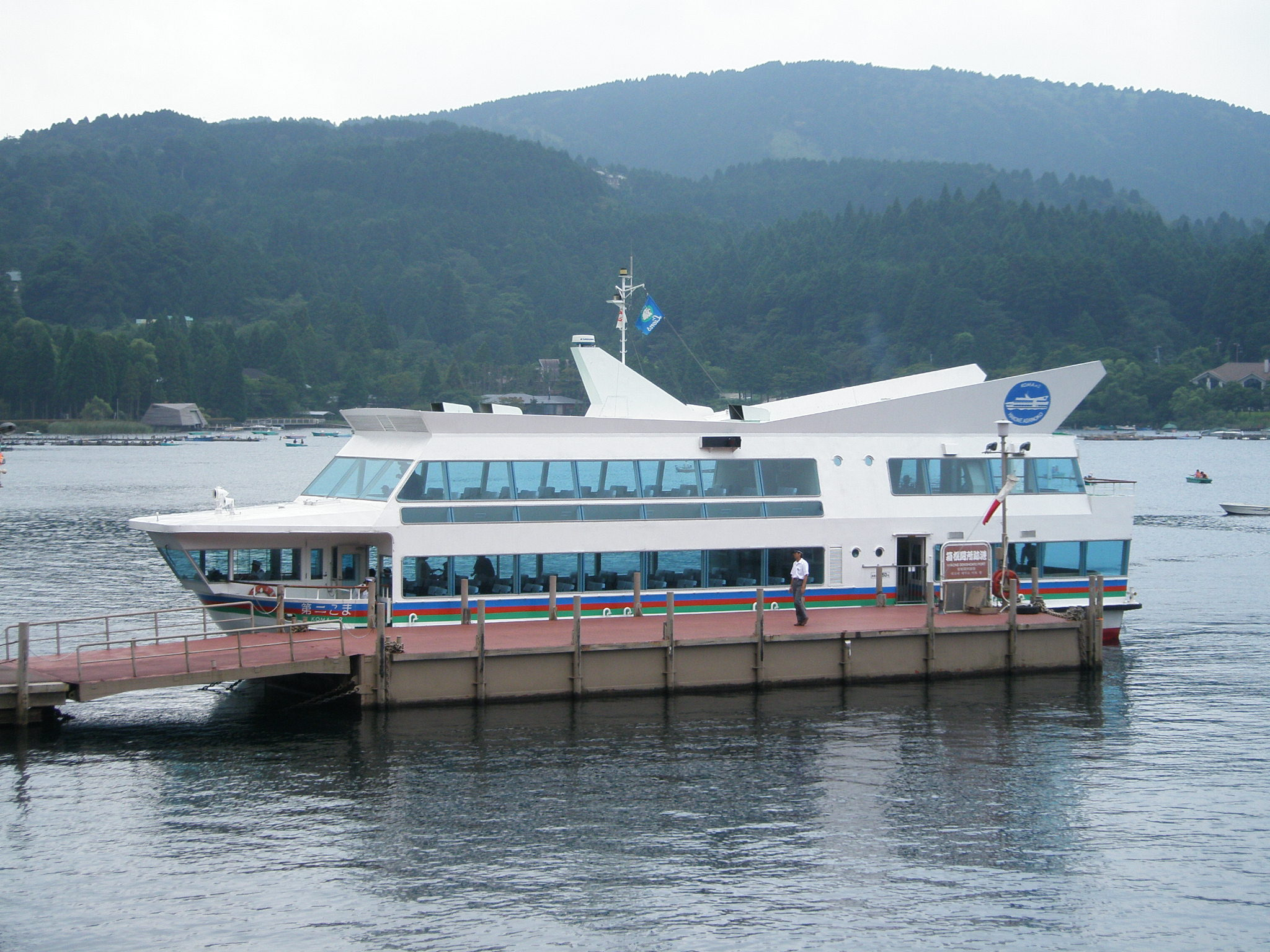
蘆之湖遊覽船

原本在伊豆箱根轄下的蘆之湖遊覽船負責經營箱根航路的觀光客船，但近年來受到箱根山火山活動活躍封閉、颱風侵襲受災以及新冠肺炎疫情影響，日本国内外個人及團体旅客大幅減少，導致赤字不斷擴大。2022年10月3日，伊豆箱根鐵道宣布將蘆之湖遊覽船的業務出售給富士急行，並於2023年3月成為富士急行的子會社。

## 道路事業
- 湯河原PARKWAY（日语：湯河原パークウェイ）[17]：連接湯河原（靜岡縣道75號清水富士宮線）與箱根及御殿場（靜岡縣道20號熱海箱根峠線）的收費道路[18]，原為伊豆箱根巴士專用道路，其後改為一般收費道路。

## 關連企業

### 路線巴士

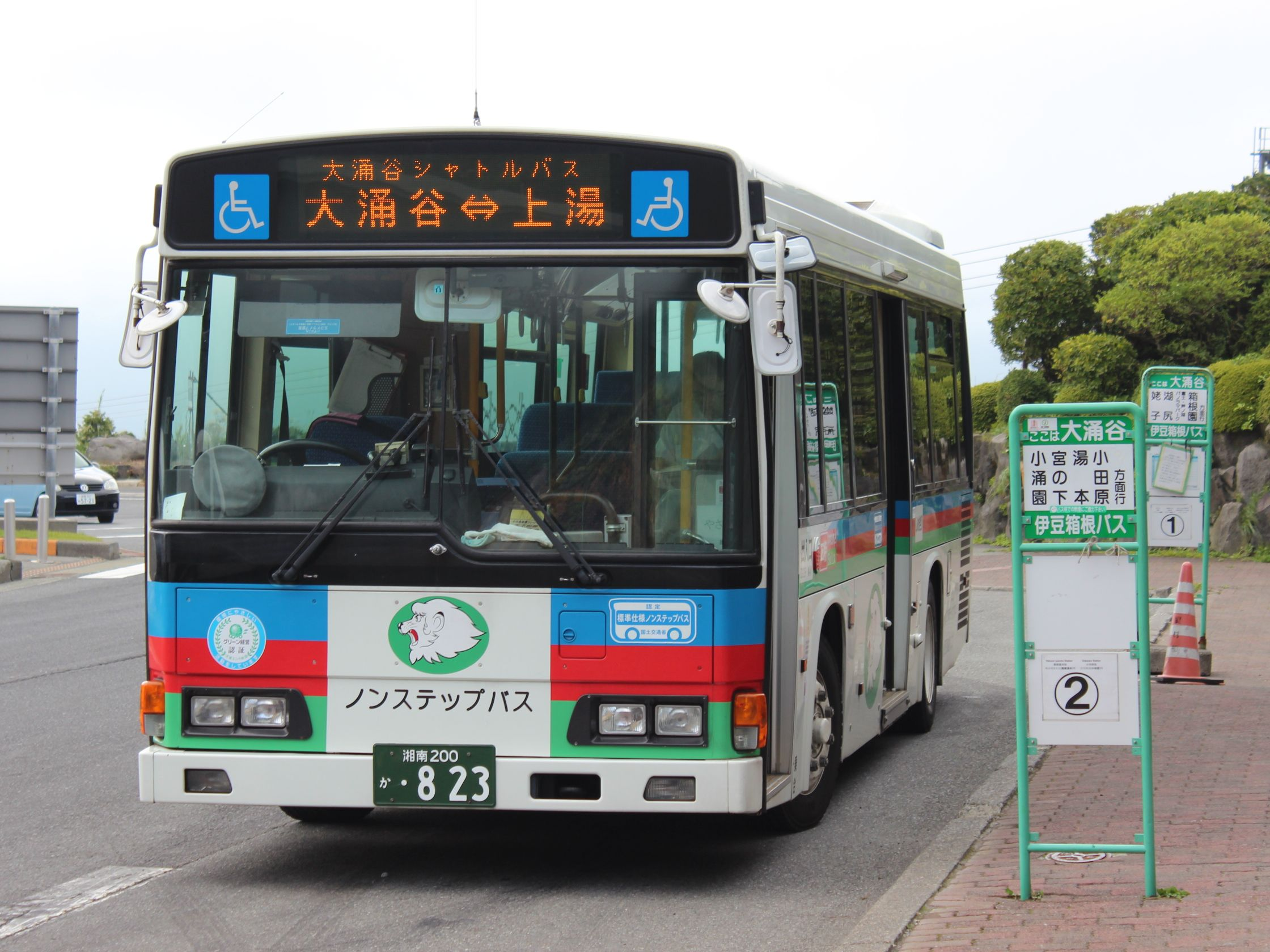
伊豆箱根巴士在箱根地區營運的穿梭巴士

伊豆箱根巴士是伊豆箱根鐵道旗下的巴士公司，經營三島沼津、中伊豆、熱海、湯河原、小田原地區的路線以及高速巴士。

### 計程車

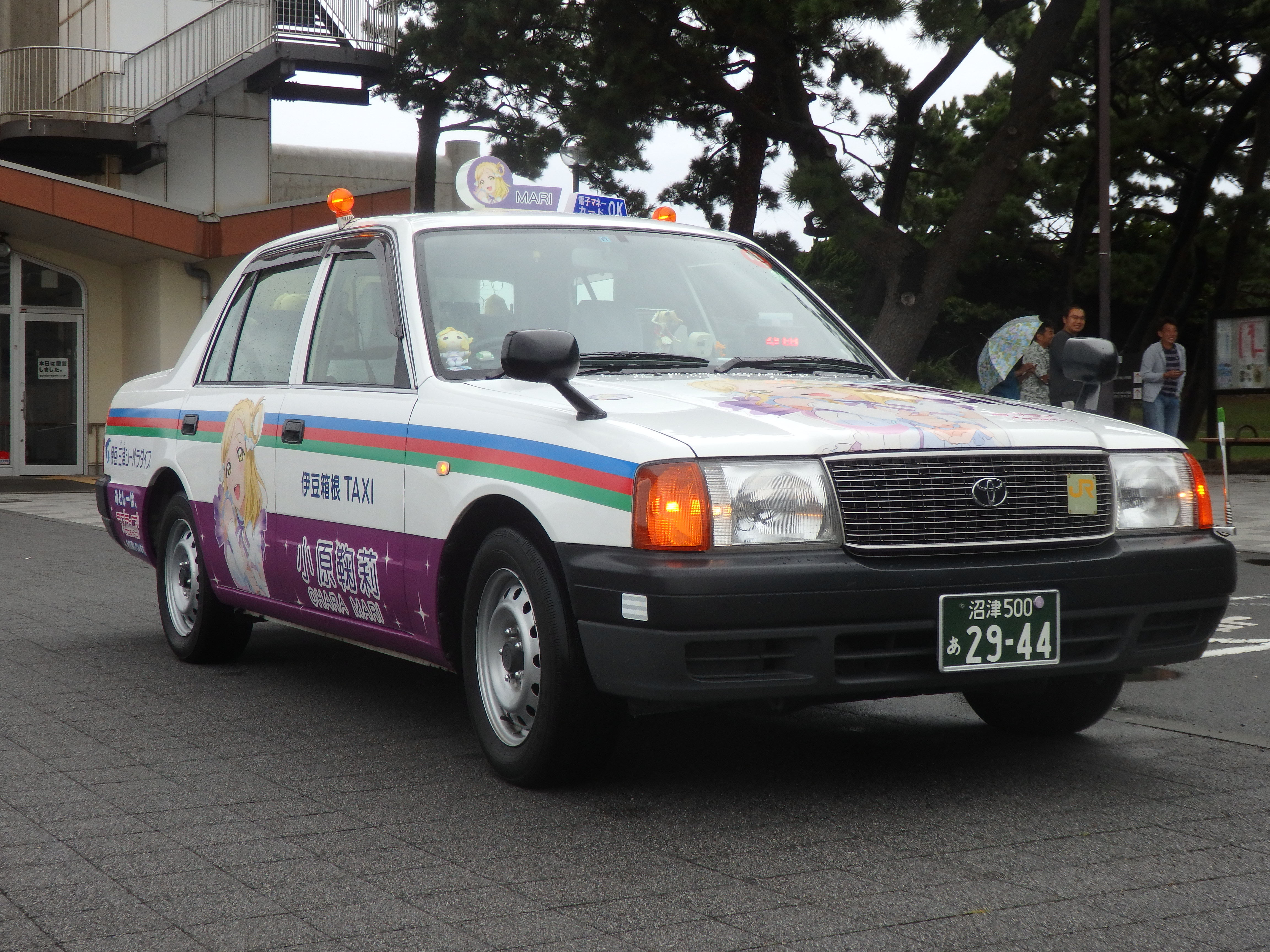
與Love Live!合作特殊塗裝的計程車

伊豆箱根鐵道集團的計程車事業由旗下伊豆箱根交通和伊豆箱根計程車兩社經營，公司登記地址與伊豆箱根鐵道相同。